# Grabnik
Grabnik [pronunciación en polaco: /ˈɡrabnik/] (en alemán: Grabnick) es un pueblo en el distrito administrativo de Gmina Stare Juchy, dentro del Distrito de Ełk, Voivodato de Varmia y Masuria, en el norte de Polonia. Se encuentra aproximadamente 7 kilómetros al sur de Stare Juchy, 12 kilómetros al noroeste de Ełk, y 113 kilómetros al este de la capital regional, Olsztyn.
Hasta 1945 el área era parte de Alemania (Prusia Oriental).